# 博姆
博姆（荷蘭語：Boom，荷蘭語發音：[boːm] ⓘ）是比利时弗拉芒大區安特衛普省安特衛普區的一个市镇，通行荷蘭語，是弗拉芒社群的一部分，面积7.37平方千米，人口18,555人（2020年1月1日）。